# Ni no Kuni II: El renacer de un reino
Ni no Kuni II: Revenant Kingdom (en español: Ni No Kuni 2: El renacer de un reino) es un videojuego de rol desarrollado por Level-5 y distribuido por Bandai Namco Entertainment, para las plataformas PlayStation 4 y Microsoft Windows. Es la secuela del juego Ni no Kuni y su lanzamiento se produjo el 23 de marzo de 2018 en dichas plataformas. El juego se lanzó para Nintendo Switch el 17 de septiembre de 2021.
La historia está protagonizada por Evan Pettiwhisker Timoteo, un joven rey que fue derrocado y desterrado de su reino, y que ahora, junto con la ayuda de nuevos aliados, intentará recuperar. Es un juego de mundo abierto con extensas localizaciones para explorar, cientos de enemigos a los que enfrentar y muchas misiones y secretos que desvelar.

## Sinopsis
Ambientada cientos de años después de los eventos del primer juego, Revenant Kingdom presenta a las tribus del gato (felineses) y el ratón (ratócratas), dos facciones en conflicto dentro del reino de Cascabel. En la historia los ratócratas realizan un golpe de Estado, tomando el control del reino. El protagonista Evan Pettiwhisker Timoteo, el joven rey del reino de los gatos desterrado, se dispone a recuperar su trono. Para ello contará con la ayuda de Roland, un visitante de otro mundo y de Shanty, una pirata aérea.

## Jugabilidad
Ni no Kuni II: Revenant Kingdom es un juego de rol en tercera persona donde los jugadores completan misiones y exploran escenarios con objetivos establecidos, para avanzar a través de la historia. Fuera de las misiones, los jugadores pueden recorrer libremente un mundo abierto, donde podrán explorar pueblos, aldeas, mazmorras y otros lugares peligrosos diseminados por todo el mundo. Al abandonar una ubicación, los jugadores ingresan al mapa mundial, que se puede usar para seleccionar un destino.
Cuando los jugadores encuentran enemigos, entran en el modo combate. Las batallas tienen lugar en un amplio campo de batalla, lo que permite a los jugadores moverse libremente por el área. Durante las batallas, los jugadores controlan a solo un personaje humano, pudiendo seleccionarlos a voluntad durante la batalla. Para luchar contra los enemigos, los jugadores dispondrán de ataques cuerpo a cuerpo, habilidades mágicas y los "Fofis". Los Fofis son "espíritus de corazones" que existen en varias formas y representan distintos elementos (fuego, agua, viento). Estas criaturas también se usarán para llegar a áreas lejanas, y para despejar y explorar mazmorras.
Existe también un modo de juego llamado "guerra campal", en donde se realizan batallas masivas. Estas batallas no son un modo aparte, sino que forman parte de la historia principal. En esta modalidad la escala del combate es diferente, ubicándose la cámara desde una posición más aérea, y nuestro personaje es acompañado por su propio ejército. El jugador debe mover a la unidad por el campo de batalla y ellos se encargarán de destruir a las divisiones enemigas, o sus construcciones. Cada unidad está definida por un color y tiene una forma de combatir propia.
En Revenant Kingdom, los jugadores tienen la capacidad de construir y administrar su propio reino, centrándose en la disposición de las fuerzas de trabajo dentro de la ciudad. Se podrá construir el Reino de Estivania desde cero, pudiendo colocar y gestionar una amplia variedad de edificios y dar empleo a los habitantes que viven allí. De esta manera, se desbloquean nuevas armas, objetos y Fofis para la campaña principal.

## Personajes
- Evan: El antiguo rey de Cascabel. Un joven felinés-humano que llegó al trono a una edad temprana tras el asesinato de su padre, el anterior rey. Tiene un corazón amable y una cabeza bien amueblada, pero es cuestionado como rey debido a su personalidad reservada. Fue expulsado de Cascabel tras un golpe de Estado organizado por Ratoleon.[6]

- Roland: Con 48 años es el presidente de un gran país en Ichi no Kuni. Como un líder joven, sus ciudadanos le tienen en alta estima. En el mundo de Ni no Kuni, es un joven de 20 años. Tiene un fuerte sentido de la justicia y es extremadamente directo, lo que puede convertirlo en un poco obstinado.[6]

- Shanty: La hija de Zoran, el jefe de una banda de piratas del aire. Dado que fue criada por Zoran, el cual es una persona autoritaria, tiene una fuerte personalidad. Le gustan las cosas bonitas y femeninas, pero no encajan con su personaje y esconde estos gustos.[6]

- Zoran: El temible líder de los piratas celestiales, al que todos llaman "víbora celestial". Su valentía y arrojo han protegido a sus hombres de los guivernos durante años. Lleva enseñando a su hija Shanty a luchar y pilotar planeadores desde muy pequeña.

- Cecilius: El consejero de la reina de Celántida, un oficial fuerte, flexible y de ideas claras. Es amigo de la infancia de la reina y prometió casarse con ella algún día. Consiente todo lo que ella le haga, pero no deja que nadie que no sea Nereida pase por encima de él.

- Chumbo: La deidad protectora del Túmulo del Sol que hizo un contrato con Evan. A diferencia de otras deidades protectoras, le gusta viajar junto a su rey para darle algún que otro toque de atención con algo de salero. Su forma de hablar suele llamar la atención de la gente.

- Fofis: “Espíritus de los corazones” que solo pueden ser vistos por individuos con corazones puros. Los Fofis no existen solo en los corazones de la gente, también residen en el corazón de todas las cosas: animales y elementos como el fuego, agua o viento, y su poder puede ser prestado. Ayudan durante los combates y también son útiles para llegar a lugares, en principio, inaccesibles.[6]

- Ratoleon: Antagonista del juego. Fue ministro durante el reinado del padre de Evan, al que asesinó usando una dosis de veneno. Dio un golpe de Estado en Cascabel, expulsando a Evan e imponiendo duras leyes para los felineses que vivían allí. Tras el golpe de Estado organizado, ostenta el cargo de "Su Ratidad", "adueñándose", por consiguiente, de la deidad protectora de Cascabel.

## Contenido descargable
El juego recibirá tres contenidos adicionales mediante DLC, que añadirán nuevos escenarios, misiones y jefes, entre otras cosas. El primero fue el llamado "Adventure Pack", que puede adquirirse de manera gratuita, mientras que las otras dos expansiones serán de pago.
Adventure Pack: esta expansión incluye nuevas zonas y desafíos en la cueva Faraway Forest, que tras ser superadas recompensarán al jugador con objetos estéticos para Evan y los demás personajes. También se añaden dos nuevos jefes llamados Blackhart y Zeta. Además, al completar la historia se desbloquearán nuevas misiones en donde se podrán adquirir recompensas únicas. Esta expansión se estrenó de forma gratuita el 9 de agosto de 2018.
The Lair of the Lost Lord: se añadirá una nueva y enigmática mazmorra que los jugadores deberán explorar para obtener grandes recompensas. El jugador controlará a Evan y sus amigos mientras enfrenta a poderosos enemigos tratando de alcanzar los niveles más profundos de la mazmorra. Fue lanzado a finales de 2018.
El Vademécum del mago: incluirá una expansión en la historia del juego principal y una nueva arena de batalla. Fue lanzado a principios de 2019.

## Desarrollo
El juego fue presentado por primera vez el 5 de diciembre de 2015, durante el evento PlayStation Experience, a través de un tráiler. A diferencia del primer juego, en donde el Studio Ghibli había colaborado en su desarrollo, se confirmaría que no parte de este proyecto, aunque si se mantendrían dos figuras importantes de aquella entrega. Ellos serían Akihiro Hino, como director y guionista, y Joe Hisaishi, como compositor de la banda sonora.
A través de una entrevista al portal GameSpot, el director de Level-5, Akihiro Hino, hizo el anuncio de que el juego también llegaría a PC, teniendo un estreno simúltaneo con el de PlayStation 4.
Luego de sufrir dos retrasos en su fecha de lanzamiento, se comunicó que el juego saldría a la venta el 23 de marzo de 2018. Esto se debería, según la explicación de la desarrolladora, a la implementación de nuevos modos, lo que implicaría más tiempo de trabajo con el fin de lograr un producto de calidad.
Fueron anunciadas distintas ediciones coleccionista del juego. Entre ellas la "Prince's Edition", que consta de una copia del juego, una caja metálica, un disco blu-ray con el "cómo se hizo" y el pase de temporada, y la "King's Edition" que incluye todo el contenido de la anterior, además de un libro de arte, un vinilo con la banda sonora y un diorama de 20 cm con rotación, que reproduce la canción principal del juego. Además de estas ediciones, habrá una limitada "Collector's Edition" de 25.000 unidades, compuesta por una copia del juego, una caja metálica, el making of en blu-ray, un disco con una selección de música, un libro de arte, el pase de temporada, un set de contenidos descargables de armas, un diorama, un peluche y un montaje de papel.
Akihiro Hino, presidente y CEO de Level-5, aseguró que Ni No Kuni 2 alcanzaría los 4K dinámicos en PlayStation 4 Pro, acompañando la resolución de la fluidez de los 60fps y HDR para los jugadores de la consola de Sony.
La Prince’s Edition del juego, que incluye todos los paquetes de contenido descargables anteriores, se lanzó en todo el mundo el 17 de septiembre de 2021 para Nintendo Switch.

## Recepción

### Crítica
Ni no Kuni II: Revenant Kingdom fue recibido con muy buenas críticas por parte de la prensa. Los analistas elogiaron especialmente el arte, la narrativa, la música y los personajes del juego.
El periodista Alejandro Pascual, de la página 3DJuegos, comentó en su análisis que "Ni no Kuni 2 es un gran trabajo de Level 5, que no contenta con hacer una digna secuela del primer videojuego, ha aprovechado la ocasión para añadir una buena cantidad de diferentes actividades extra que enriquecen la experiencia. Hay claroscuros en el desarrollo de personajes y su historia principal y se podría haber profundizado algo más en su sistema de batalla, pero incluso estos puntos también tienen sus fortalezas, a las que acompaña un diseño artístico de los más hermosos que hemos visto hasta el momento. Un JRPG diferente y con personalidad".
Ramón Varela del portal Vandal, opina que "Ni no Kuni II: El Renacer de un Reino es lo que se puede pedir a una secuela: mantener los puntos fuertes y pulir aquello mejorable. Cumplirá las expectativas de quienes disfrutaron del original, e incluso de quienes quedaron un poco fríos por su sistema de combate. Es un RPG muy entretenido, con buen ritmo, mucho contenido y sin más pretensiones que contar un cuento ligero que se aleja del melodrama excesivo, pero plagado de personajes memorables, lugares mágicos y música de película".
Rachel Weber en su análisis para el sitio web GamesRadar, comenta que "El secreto de este juego de rol ridículamente delicioso es que debajo de toda la animación de estilo Studio Ghibli, hay una máquina finamente ajustada de estrategia y mecánica de gestión de la ciudad".

### Ventas
El 25 de mayo de 2018, a poco más de dos meses desde su lanzamiento, Level-5 anunció que Ni no Kuni II: Revenant Kingdom había logrado vender 900.000 unidades entre copias físicas y descargas digitales.